# Forêts d'altitude de l'Altaï et du Saïan
Les forêts d'altitude de l'Altaï et du Saïan forment une région écologique identifiée par le Fonds mondial pour la nature (WWF) comme faisant partie de la liste « Global 200 », c'est-à-dire considérée comme exceptionnelle au niveau biologique et prioritaire en matière de conservation. Elle regroupe plusieurs écorégions terrestres des massifs montagneux de l'Altaï et du Saïan en Asie centrale :
- les pelouse et toundra alpines du Saïan
- la steppe désertique du bassin des Grands Lacs
- les forêt et steppe boisée d'altitude de l'Altaï
- les forêts de conifères d'altitude du Saïan
- la steppe intermontagneuse du Saïan
- les pelouse et toundra alpines de l'Altaï